# 劉會 (萬曆進士)
劉會（1543年—1617年），字逢甲，號望海，福建泉州府惠安縣人，民籍，明朝政治人物。

## 生平
刘望海出生于明嘉靖二十二年（1543年）。隆庆四年（1570年）庚午科福建鄉試第六十名。萬曆十一年（1583年），登進士第三甲第一百五十八名。吏部觀政，本年授浙江萧山知縣。十七年行取，十月选授雲南道御史，差巡视两关，养病。二十二年補浙江道，巡视廣東，二十六年巡按云南。管京营，三十一年五月管南京畿道印，三十四年十月升江西右參政、徽宁兵备，三十八年正月考察留用，官至按察使。
万历四十五年（1617年），刘望海去世，卒年七十五。刘望海墓位于惠安县洛阳镇（属泉州台商投资区）屿头村北1公里处石船山山坡下（今泉州华光职业学院校内）。

## 家族
曾祖父劉楷，曾任教諭；祖父劉清；父親劉錄。母王氏；繼母陳氏。

## 故居
刘望海故居位于惠安县县城，是泉州地区现在最好的红砖木结构建筑。

## 延伸阅读
[在维基数据编辑]